# Партія «Об'єднана Австралія» Кліва Палмера
«Партія „Об'єднана Австралія“ Кліва Палмера» (англ. United Australia Party), раніше відома як «Об'єднана партія Палмера» і «Об'єднана партія Австралії» (англ. United Australia Party; англ. Palmer United Party) — політична партія, яка дотримується ідей правого популізму і австралійського націоналізму. Вважає себе правонаступницею партії «Об'єднана Австралія» з 20 століття.

## Історія
У листопаді 2012 року гірський магнат Клів Палмер заявив, що розглядає питання про реформування «Об'єднаної партії Австралії», яку було сполучено з нинішньою Ліберальною партією Австралії 1945 року. Він був давнім прихильником Національної партії та Ліберально-національної партії Квінсленду. Племінник Палмера, Блер Брюстер, подав заявку на торговельну марку назви партії двома місяцями раніше. Були припущення, що він об'єднає свої зусилля з «Австралійською партією Каттера» Партія була заснована у квітні 2013 року. Її творці стверджували, що вона є правонаступницею однойменної партії, розформованої 1945 року. З усім тим, приблизно через місяць після свого заснування, партія прийняла назву «Об'єднана партія Палмера», для спрощення реєстрації. 2018 року було відновлено початкову назву, а сенатор Браян Берстон, який раніше входив в партію «Одна нація Поліни Гансон», став представляти «Об'єднану партію Австралії» в Сенаті.